# Believe (cântec de Dima Bilan)
"Believe" este piesa câștigătoare cu care Rusia a participat la Concursul Muzical Eurovision 2008, interpretată de către Dima Bilan. Cântecul a fost scrisa de Jim Beanz și de Dima Bilan.

## Track listing
Russian edition
1. Believe (Radio Version)
2. Believe (with violin)
3. Believe (with violin, Karaoke)
4. Believe (Russian Version - Все в твоих руках - All in your hands)
5. Believe (Russian Version, Karaoke)
6. Believe (Video)
7. Как раньше 2.0 (As before)
8. Как раньше 2.0 (Karaoke)
9. Photosession
10. Dima's biography (in English)

German edition
1. Believe (Eurovision Version)
2. Believe (Radio Edit)
3. Believe (Russian Version)
4. Believe (Video)

Belgian edition
1. Believe (Radio Version) - 3:17
2. Believe (Russian Version) - 3:17
3. Believe (Spanish Version) - 3:17
4. Believe (Video) - 4:03

## Istoricul lansării piesei

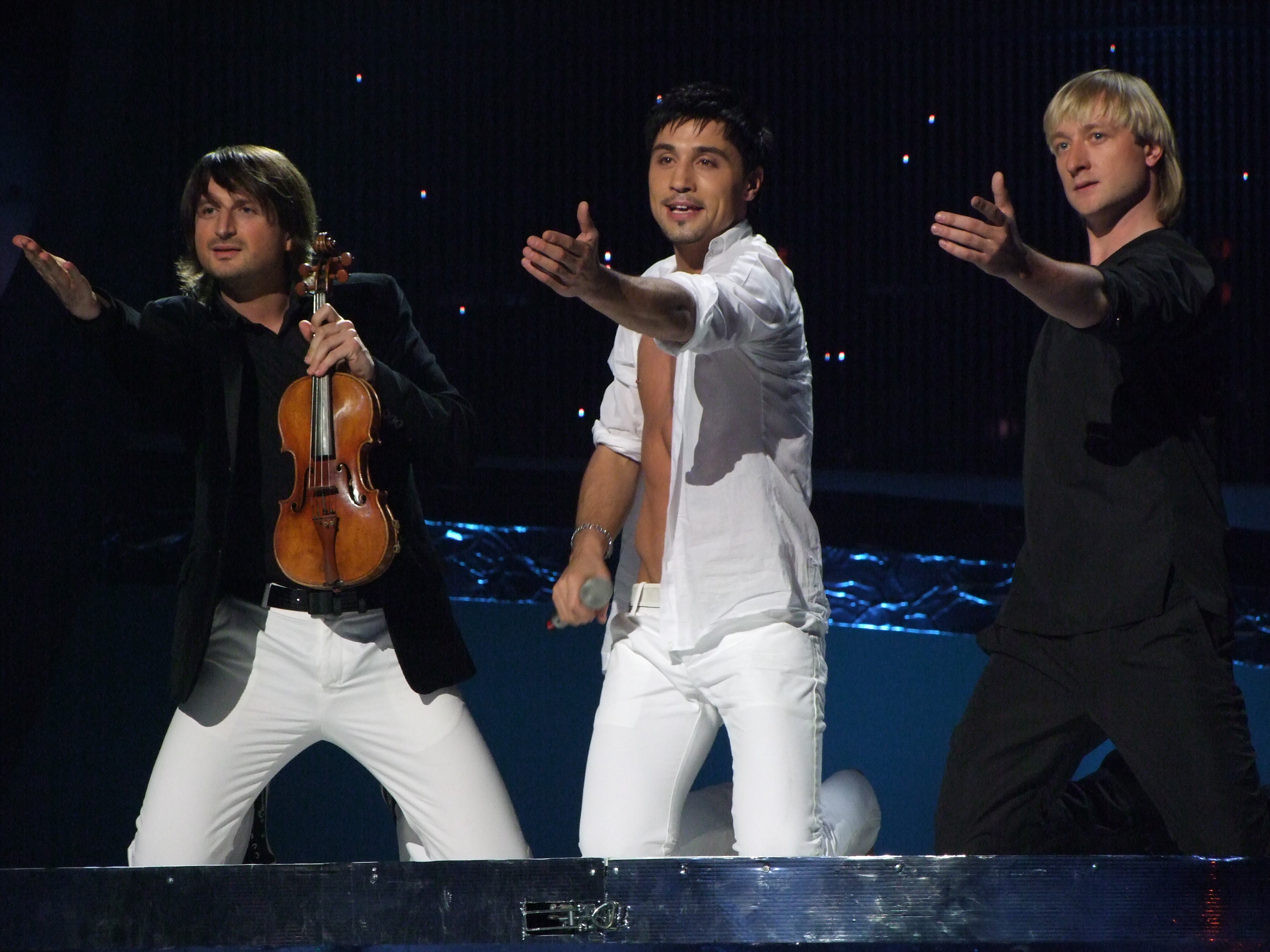
Edvin Marton, Dima Bilan și Evgeni Plushenko interpretând "Believe".

| Regiune   | Dată          |
| --------- | ------------- |
| Rusia     | 26 mai 2008   |
| Germania  | 6 iunie 2008  |
| Belgia    | 7 iulie 2008  |
| Denemarca | 16 iulie 2008 |
| Finlanda  | 16 iulie 2008 |
| Norvegia  | 16 iulie 2008 |
| Suedia    | 16 iulie 2008 |

## Clasamente
| Clasament (2008)                | Poziția de vârf |
| ------------------------------- | --------------- |
| Belgia (Ultratop 50 Flanders)   | 66              |
| Germania (Media Control Charts) | 52              |
| Suedia (Sverigetopplistan)      | 28              |